# 台灣全國媽媽護家護兒聯盟
台灣全國媽媽護家護兒聯盟，2014年間成立，簡稱媽媽盟、主要由反對同性婚姻、同志教育的婦女組成。

## 立場
媽媽盟以「一男一女、一夫一妻、一生一世是最適合孩子孕育、成長、且無可取代的家庭制度」，以「傳播宣導適合孩子成長的教育教材」為宗旨。

## 實際行動與外界回應
2016年11月24日，立法院舉辦同性婚姻審查公聽會，媽媽盟前往抗議，認為不應實施同性婚姻。
2017年5月12日，媽媽盟前往教育部要求不當性平教育退出校園。